# Charles Saatchi
Charles Saatchi (ur. 9 czerwca 1943 w Bagdadzie) – twórca, wraz z bratem Maurice'em, agencji reklamowej Saatchi & Saatchi.
Od lat zaliczany do najbardziej wpływowych ludzi na światowym rynku sztuki. Wypromował dziesiątki artystów, głównie brytyjskich (BritArt). Dostrzegł w malarstwie jako medium świeżość, siłę wyrazu i wspaniałą przyszłość (przedtem zdążył sprzedać sporą część swojej kolekcji obiektów, instalacji itp.).
Galeria Saatchi aktualnie prezentuje prace 120 artystów z całego świata.
Ożenił się z Nigellą Lawson.